# Parco nazionale Yoho
Il parco nazionale Yoho (in inglese Yoho National Park) è un parco nazionale situato in Columbia Britannica, in Canada. Nel territorio del parco è presente il lago O'Hara.